# Bref Eco
Vous venez d’apposer le modèle de débat d'admissibilité.
Avant toute chose, veuillez créer la page de débat correspondante en cliquant ici.
- Une fois la page de vote initialisée, rafraîchissez cette page, et le bandeau prendra son aspect définitif.
- Si votre débat d'admissibilité est groupé (le motif et l’argumentation doivent être les mêmes), modifiez cette page pour ajouter au modèle le paramètre « cat » suivi du nom de la page de discussion de l’article pour lequel la page de débat existe déjà (ex. : cat=Discussion:Nom_de_l'autre_article). Ensuite, suivez les nouvelles instructions qui apparaissent.
- Vous pouvez également utiliser le paramètre « type » pour faciliter l’accès aux critères d’admissibilité. Exemple : {{suppression|type=mot-clé}}. Liste des mots-clés existants : fiction, musique, art visuel, fanzine, jeu de société, porno, sportif, association, enseignement, société, site web, route, nombre, (Liste complète ici).

| 1. | Créez la page de débat d'admissibilité.                                                                      | Sauvegardez d’abord la page pour l’initialiser puis indiquez votre motivation.  |
| 2. | Important : ajoutez une entrée dans la section Débat d'admissibilité du jour.                                | Utilisez ce texte : *{{L\|Bref Eco}}                                            |
| 3. | Pensez à informer les contributeurs principaux de la page et les projets associés lorsque cela est possible. | Utilisez ce texte : {{subst:Avertissement débat d'admissibilité\|Bref Eco}}~~~~ |

 (avril 2017).
Si vous disposez d'ouvrages ou d'articles de référence ou si vous connaissez des sites web de qualité traitant du thème abordé ici, merci de compléter l'article en donnant les références utiles à sa vérifiabilité et en les liant à la section « Notes et références ».
Bref Eco est une lettre d'information économique éditée par la société IDM Rhône-Alpes (Chiffre d’affaires 2015 : 951 000 euros; effectif : 11 salariés internes, 10 collaborateurs externes pigistes) à destination des entreprises. Elle traite de l'actualité des entreprises et des collectivités de la Région Auvergne-Rhône-Alpes. Elle s'adresse principalement à des lecteurs, placés à des fonctions de cadres d'entreprises et de collectivités, souhaitant pouvoir effectuer une veille économique.

## Histoire
Bref Eco a été créée à Lyon en 1966 à l'initiative de Régis Neyret, alors directeur de publication de l'hebdomadaire Métallurgie Rhône-Alpes. Baptisée Bref Rhône-Alpes, la lettre hebdomadaire appartient alors à la Société des Médias Economiques (SME), qui édite également Métallurgie Rhône-Alpes. SME est alors détenue par la Chambre Syndicale des Industries Métallurgiques du Rhône (CSIMR). Régis Neyret est le directeur de publication de Bref Rhône-Alpes, Jean-Louis Bonnot son rédacteur-en-chef. Bref Rhône-Alpes serait, historiquement, la première lettre d'information économique régionale à avoir vu le jour en France[réf. nécessaire].
En septembre 1988, Régis Neyret quitte Bref Rhône-Alpes. Jean Mochon, devenu rédacteur en chef et directeur de publication, lui succède.
En 1990, la CSIMR décide de vendre la SME. Celle-ci est rachetée par un groupe de personnes physiques dont Jean Mochon est l'actionnaire majoritaire. Il fera équipe à la direction de la société avec, notamment, Jacques Gabanou. 
En 2001, Bref Rhône-Alpes lance son site internet brefonline.com.
En août 2004, SME est en cessation de paiement et dépose le bilan auprès du tribunal commercial de Lyon. Celui-ci place la société en redressement judiciaire. Plusieurs projets de reprise se font connaître. Didier Durand, alors rédacteur en chef, et la société Idecom, dont le siège est à Paris mais qui dispose d'attaches à Lyon, en présentent un. Fin novembre, le Tribunal de Commerce retient leur projet qui accueille également comme actionnaire Vincent Charbonnier, l'un des journalistes de Bref Rhône-Alpes. SME laisse alors la place à IDM (Information Développement Média) qui en reprend les actifs (marque, abonnés…). 
En décembre 2015, à l'occasion d'une augmentation de capital, Idecom monte à près de 90 % au sein de l’actionnariat d'IDM. Les autres actionnaires sont toujours Didier Durand et Vincent Charbonnier, qui ont entretemps été rejoints par Nathalie Serre, directrice du développement. Lors de la création de la nouvelle région Auvergne-Rhône-Alpes, Bref Rhône-Alpes s'appelle quelques mois Bref Rhône-Alpes Auvergne. 
Puis, en septembre 2016, Bref Rhône-Alpes Auvergne est rebaptisé Bref Eco. L'entreprise, présidée par Thierry Silvestre, change également de site internet : brefonline.com devient brefeco.com C’est un nouveau chapitre qui s’annonce : ces derniers investissements (près de 150 000 euros) doivent permettre à la société d’effectuer sa révolution numérique grâce à une nouvelle offre de presse d’information économique, lisible sur tous supports (PC, tablettes, smartphone…). 

## Supports
Bref Eco propose un hebdomadaire (sortant tous les mercredis) dont la maquette a été modifiée lors du changement de nom en septembre 2016. Celle-ci propose entre 12 et 16 pages d'actualités sur les entreprises et les collectivités d'Auvergne-Rhône-Alpes, deuxième région économique de France. Jusqu'en novembre 2012, la société a édité également un magazine, Entreprises Rhône-Alpes.
En format papier, Bref Eco propose aussi un Annuaire économique (8e édition papier en 2017, mais il existait en format CD-ROM auparavant, lequel avait lui-même succédé à une première version papier) et un Annuaire de l'innovation (4e édition 2016-2017). L'entreprise a également édité un numéro spécial à l'occasion de ses 50 ans en 2016.
Le site web propose quotidiennement et en continu une dizaine d'informations du lundi au vendredi. Parallèlement, plusieurs lettres sont envoyées par mail aux abonnés en guise d'alertes. Si la majorité des informations sont payantes, certaines actualités (habituellement deux par jour) sont en accès libre.

## Événements
Bref Eco a organisé en 2016 la onzième édition de ses Trophées de l'innovation à Lyon (et leur troisième édition à Grenoble). Cette manifestation avait été lancée en 2006 à l'occasion des 40 ans de la lettre. Bref Eco a également créé en 2012 les Rencontres de l'Entreprise Responsable, un colloque sur la responsabilité sociétale des entreprises (RSE). La cinquième édition doit avoir lieu en juin 2017.

## Statistiques
En février 2017, le site internet annonce 45 000 visiteurs uniques mensuels. Bref Eco déclare 2000 abonnés sur son site internet.